# Platyhypnidium validum
Platyhypnidium validum là một loài Rêu trong họ Brachytheciaceae. Loài này được (Herzog) Ochyra miêu tả khoa học đầu tiên năm 1999.